# Maurice Kamto
Maurice Kamto (Bafoussam, 15 febbraio 1954) è un politico e giurista camerunese. Dal 2012 è uno dei principali oppositori al regime del presidente Paul Biya.

## Biografia
È nato e cresciuto nella città di Bafoussam in una famiglia non abbiente. Ha studiato legge all'Università di Yaoundé, dove ha conseguito la laurea in diritto pubblico.  Nel 1980 ha conseguito la laurea in diritto internazionale presso la facoltà di giurisprudenza dell'Università di Nizza, in Francia.
Nel 1982 si è laureato all'Istituto internazionale di amministrazione pubblica a Parigi. Nel 1983 ha ottenuto il dottorato dottorato di ricerca presso la facoltà di giurisprudenza dell'Università di Nizza.  Nel 1988 ha ricevuto il premio dell'Académie des sciences d'outre-mer.  In seguito è divenuto docente presso la facoltà di scienze giuridiche e politiche dell'Università di Yaounde II.
È stato membro della Commissione di diritto internazionale dell'Organizzazione delle Nazioni Unite dal 1999 al 2016.
Ha assunto la difesa del Camerun aventi la Corte internazionale di giustizia (CIJ). Ha guidato con successo la delegazione camerunense durante i negoziati per risolvere la questione di Bakassi, una penisola contesa dal Camerun con la confinante Nigeria. 
Il 13 agosto 2012 a Yaoundé ha fondato, con altre figure politiche, il Movimento per la rinascita del Camerun (Mouvement pour la Renaissance du Cameroun - MRC), un partito di opposizione al presidente Paul Biya, che dal 1982 governa con metodi antidemocratici il Paese.
È stato il principale candidato d'opposizione alle elezioni presidenziali del 2018. Il giorno dopo il voto, l'8 ottobre 2018, ha rivendicato la vittoria. In seguito ha contestato i risultati elettorali che hanno visto vincere con il 71,28 il Raggruppamento Democratico del Popolo Camerunese, il partito del presidente Paul Biya, ma il Consiglio costituzionale ha respinto i suoi ricorsi e lo ha relegato in seconda posizione, con il 14,23% dei voti.
Il 28 gennaio 2019 è stato arrestato dalle autorità del Camerun a Douala, insieme a diversi dirigenti e simpatizzanti dell'Movimento per la rinascita del Camerun. L'arresto è stata la conseguenza di diverse proteste di piazza scoppiate il 26 gennaio 2019.
Nell'ottobre 2021, Maurice Kamto dichiarò "Non sono sicuro che aspettare Biya porterà a un cambiamento in Camerun".
Nel luglio 2025, Maurice Kamto si è dichiarato candidato per le elezioni presidenziali dell'ottobre 2025.